# 세인트빈센트 그레나딘의 재외공관 목록

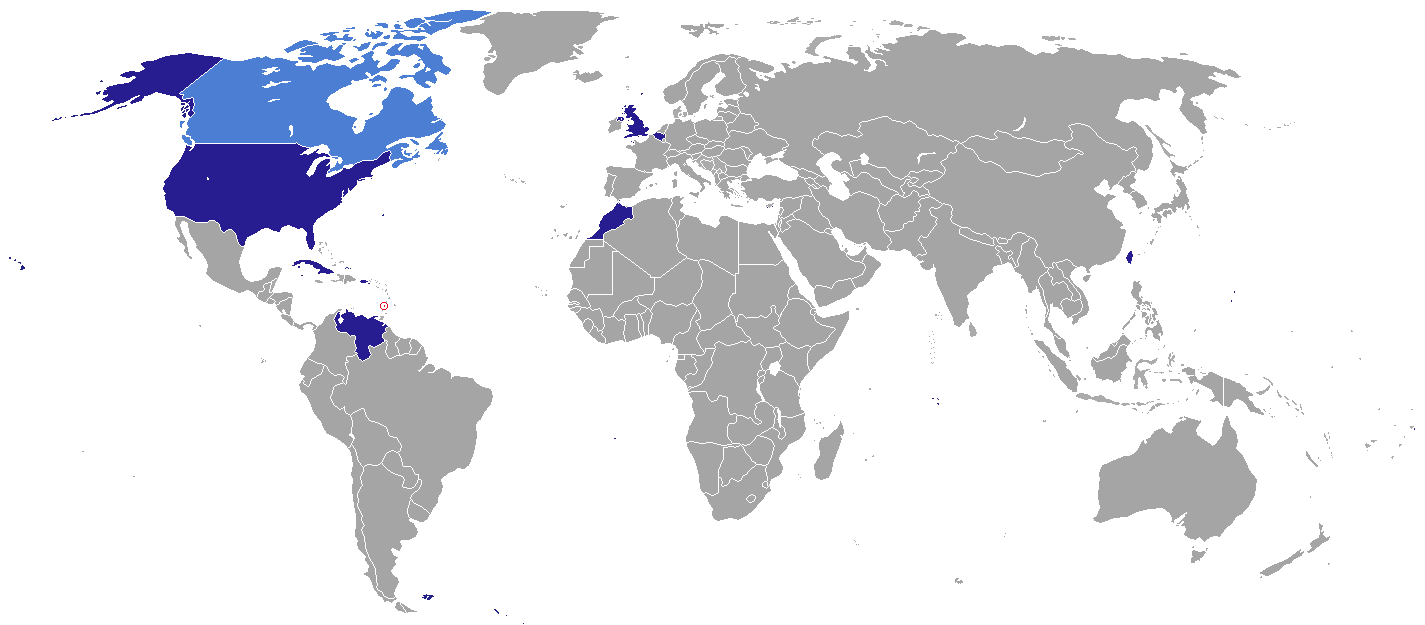
세인트빈센트 그레나딘의 재외공관

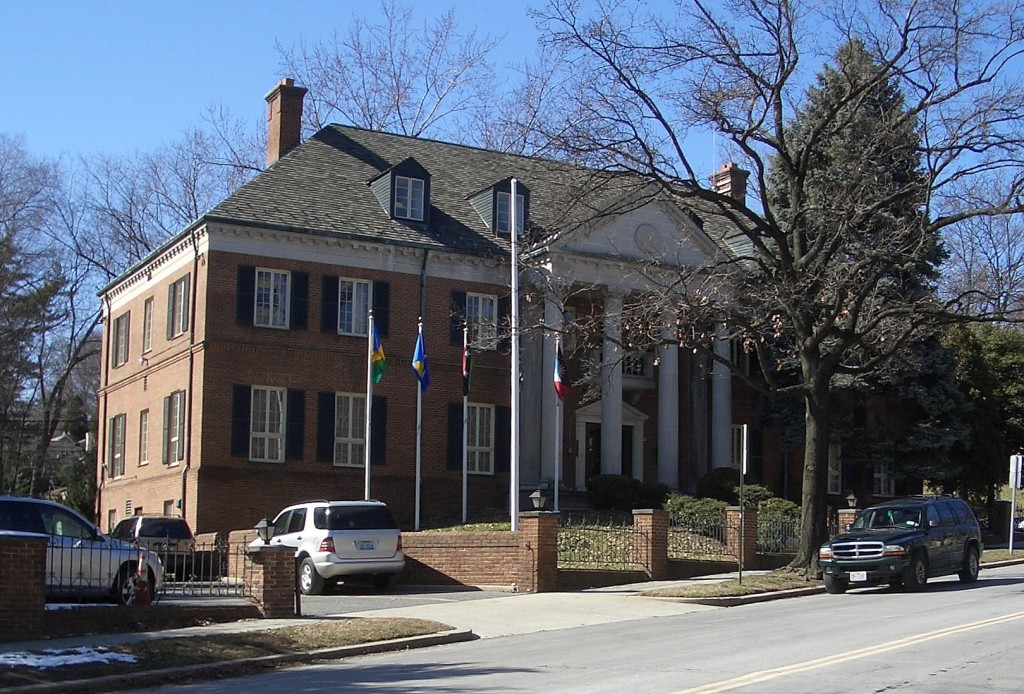
워싱턴 D.C. 주재 세인트빈센트 그레나딘 대사관

세인트빈센트 그레나딘의 재외공관 목록은 세인트빈센트 그레나딘 주재 대사관과 고등판무관 사무소를 각국에 상주시켜 놓는 것을 의미하며, 세인트빈센트 그레나딘의 재외공관을 나열한 목록이다.

## 아메리카
- 캐나다 : 토론토 (총영사관)
- 미국 : 워싱턴 D.C. (대사관), 뉴욕 (총영사관)
- 쿠바 : 아바나 (대사관)

## 아시아
- 중화민국 : 타이베이 (대사관)

## 유럽
- 벨기에 : 브뤼셀 (대사관)
- 영국 : 런던 (고등판무관 사무소)

## 대표부
- UN 세인트빈센트 그레나딘 정부 대표부 : 뉴욕
- WTO 세인트빈센트 그레나딘 정부 대표부 : 제네바
- 미주 기구 세인트빈센트 그레나딘 정부 대표부 : 워싱턴 D.C.